# 西樣似站
西樣似站（日语：／ Nishi-samani eki */?）位於日本北海道樣似郡樣似町西町，是北海道旅客鐵道（JR北海道）日高本線上的站。電報略號是。

## 車站構造
- 側式月台1面1線的地面站。以前是島式月台，也是森林鐵道的起點。
- 站房是由守車改造而來。

## 車站周邊
- 國道336號（日语：国道336号）
- 樣似海水浴場
- 親子岩
- 觀音山公園
- JR北海道巴士「西町」站牌

## 歷史
- 1937年8月10日 - 設立。
- 1977年2月1日 - 廢止貨物和行李處理的業務。
- 日期不詳 - 車站簡易委託化。
- 1987年4月1日 - 國鐵分割民營化後成為北海道旅客鐵道（JR北海道）轄下的車站。
- 日期不詳 - 車站無人化。
- 2015年（平成27年）1月8日：厚賀站 - 大狩部站之間路段因大浪受損而暫停行駛列車，由公車代替行駛[1]。
- 2021年（令和3年）4月1日 - 廢站[2]。

## 相鄰車站

### 廢止路線
北海道旅客鐵道（JR北海道）
日高本線
鵜苫－西樣似－樣似

## 相關項目
- 日高本線
- 日本鐵路車站列表

## 外部連結
- （日語）全驛參觀之旅 （页面存档备份，存于）